# Diagramma di corpo libero

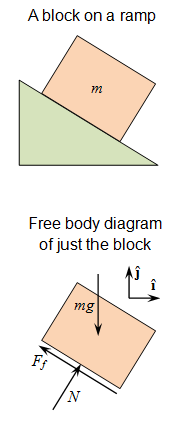
Un blocco su un piano inclinato (in alto) e il corrispondente diagramma di corpo libero del solo blocco (in basso).

Un diagramma di corpo libero è la rappresentazione schematica delle forze agenti su un corpo libero, utilizzata spesso in fisica e ingegneria. Questo tipo di diagramma può semplificare la comprensione delle forze e dei momenti agenti su un corpo, e suggerire i concetti adeguati da applicare per risolvere le equazioni del moto.

## Costruzione
Un diagramma di corpo libero è innanzi tutto uno schema del corpo considerato, su cui sono disegnate delle frecce che rappresentano le forze ad esso applicate. La scelta del corpo da disegnare può essere la prima decisione importante nel processo di risoluzione di un problema meccanico. Ad esempio, per determinare le forze agenti sul fulcro di un paio di pinze, è sufficiente disegnare un diagramma di corpo libero di una sola delle metà di cui sono composte le pinze, rimpiazzando la seconda metà con le stesse forze che andrebbero applicate alla prima.

### Elementi rappresentati
Nella rappresentazione del corpo non si devono aggiungere più dettagli di quanto sia strettamente necessario. Spesso è sufficiente disegnare soltanto la sagoma del corpo considerato. Tutti i contatti esterni, i vincoli, e le forze agenti sul corpo sono indicati da frecce rappresentanti vettori, identificate tramite delle descrizioni appropriate. Ai fini pratici, le frecce devono indicare il punto di applicazione, la direzione e il verso delle forze che rappresentano.
In un diagramma di corpo libero devono essere disegnate tutte e sole le forze agenti sull'oggetto considerato. Queste possono essere le forze di gravità, attriti, reazioni normali o, semplicemente, forze di contatto dovute a una spinta. Quando si è in presenza di un sistema di riferimento non inerziale, è necessario disegnare anche le interazioni apparenti, come la forza centrifuga, che è una forza apparente.
Solitamente va incluso anche un sistema di riferimento. Questo potrebbe semplificare la definizione dei vettori nella scrittura delle equazioni del moto. Ad esempio, in un piano inclinato, la direzione {\displaystyle x} potrebbe essere scelta lungo la superficie della rampa, in modo che la forza di attrito abbia solo componenti {\displaystyle x}, e la reazione normale del piano abbia solo componenti {\displaystyle y}. La forza di gravità in questo caso avrà componenti lungo entrambi gli assi: {\displaystyle m\mathbf {g} \cos \vartheta } lungo la direzione {\displaystyle y}, e {\displaystyle m\mathbf {g} \sin \vartheta } lungo la direzione {\displaystyle x}, dove {\displaystyle \vartheta } è l'angolo di inclinazione della rampa.

### Elementi non rappresentati
Tutti i contatti esterni e i vincoli non sono rappresentati nel disegno. Questi elementi vanno sostituiti da frecce rappresentanti le forze, come descritto in precedenza.
Le forze causate dal corpo rigido ad altri oggetti non vanno incluse. Ad esempio, se una palla è ferma sopra un tavolo, la palla applica una forza alla tavola, e subisce una forza uguale ed opposta. Il diagramma di corpo libero della palla rappresenterà soltanto la forza normale causata dal tavolo.
Le forze interne, le forze tra le varie parti che compongono il sistema che viene trattato come un corpo rigido, sono omesse. Per esempio, se si sta analizzando una trave per determinare le reazioni ai punti di contatto, le forze tra gli elementi che compongono la trave non vanno rappresentate.
I vettori velocità e accelerazione non vanno disegnati. Questi possono invece essere rappresentati in un diagramma associato, chiamato diagramma cinetico, diagramma di risposta inerziale, o in altri modi, a discrezione dell'autore.

### Assunzioni
Il diagramma di corpo libero riflette le assunzioni esemplificative, o ipotesi, introdotte per analizzare il sistema.
Se ad esempio il corpo in questione è un satellite in orbita, di cui interessa unicamente determinare la velocità, allora la rappresentazione migliore potrebbe semplicemente essere un punto. D'altra parte, il sistema di sospensioni di una motocicletta non può essere rappresentato da un singolo punto, e sarà necessario disegnare un diagramma più complicato che tiene conto delle dimensioni estese.
I vettori di forza devono essere posizionati ed etichettati con attenzione per evitare assunzioni che presuppongono già un determinato risultato.
Ad esempio, nel diagramma di un corpo su un piano inclinato, la posizione esatta della risultante della forza esercitata dalla rampa sul corpo può essere determinata solo dopo averne analizzato il moto: una determinazione a priori richiede l'ulteriore assunto che il corpo sia in equilibrio.

## Esempio
Un semplice diagramma di corpo libero, illustrato all'inizio di questa voce, mostra le seguenti caratteristiche:
- Tutti i supporti esterni e le strutture sono state rimpiazzate dalle forze che questi generano. Esse includono: 
  - {\displaystyle m\mathbf {g} }: il peso del corpo, pari al prodotto della sua massa per l'accelerazione gravitazionale.
  - {\displaystyle \mathbf {N} }: la forza normale della rampa.
  - {\displaystyle \mathbf {F} _{f}}: la forza di attrito con la rampa.
- I vettori mostrano direzione, verso e punto di applicazione delle forze, e la loro intensità è scritta sopra la rispettiva freccia.
- È rappresentato un sistema di coordinate che può essere utilizzato per descrivere i vettori.